# Paul Averitt

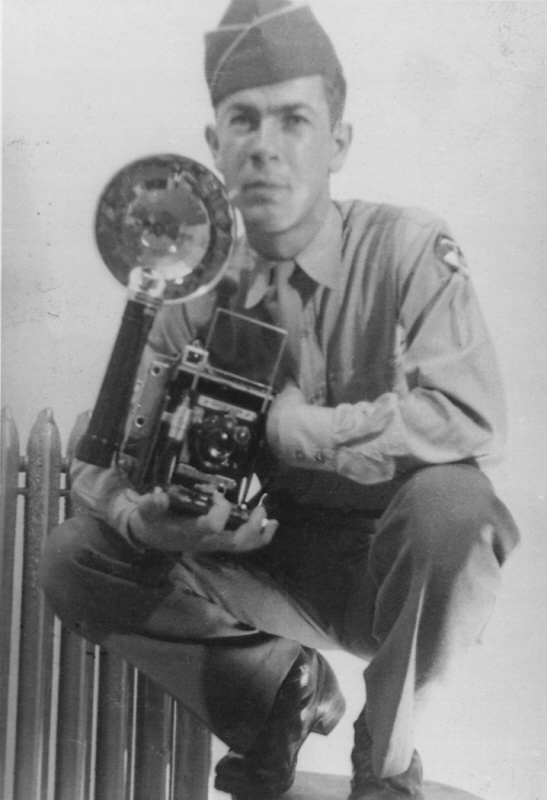
Selbstporträt, 1945

Paul Richard Averitt (* 7. August 1923 in Nashville, Tennessee; † 7. August 2001 im Davidson County, Tennessee) war ein US-amerikanischer Soldat der US Army, der im 92nd Signal Corps Battalion diente. Er war einer jener Fotografen, die den Todeszug aus Buchenwald und das Konzentrationslager Dachau unmittelbar nach dessen Befreiung dokumentierten.

## Leben
Averitt war der jüngere Sohn von Henry Clark Averitt (1892–1947) und Bessie Mai Baker Averitt (1890–1987). Sein Bruder hieß James Edwin Averitt (1920–1981). Er besuchte die East High School in seiner Heimatstadt.
Am 30. Januar 1943 wurde Averitt zur A-Company des Army 92nd Signal Battalion eingezogen. Mehr als ein Jahr war die Einheit im Vereinigten Königreich und Irland stationiert, bis sie eine Woche nach der Landung in der Normandie nach Frankreich übersetzte und der Third United States Army unterstellt wurde. Auf dem Vormarsch durch Nordfrankreich und das Rheinland stieß Averitts Kompanie oft als erste in Gebiete vor, die gerade von der Wehrmacht aufgegeben worden waren. Paul Averitt dokumentierte den Feldzug in Hunderten von Fotografien.
Am 29. April 1945 traf er im Konzentrationslager Dachau ein, nur wenige Stunden nach dessen Befreiung. Noch bevor er das KZ betreten hatte, stieß er auf den Todeszug aus Buchenwald, in dem mehrere Tausend Leichen und Sterbende lagen. Averitt dokumentierte die Gräuel fotografisch. Er fotografierte auch einige ermordete SS-Männer, die von US-amerikanischen Truppen aus Empörung über die Leichenberge im Zug und im Lager während des Dachau-Massakers erschossen worden waren.
Averitt kehrte in die Vereinigten Staaten zurück und wurde am 2. Dezember 1945 ehrenhaft aus dem Militärdienst entlassen. Danach arbeitete er vierzig Jahre lang im Familienunternehmen John Bouchard & Sons. Er heiratete Gradye Ruth. Das Paar hatte vier Töchter und acht Enkelkinder.

## Fotografien

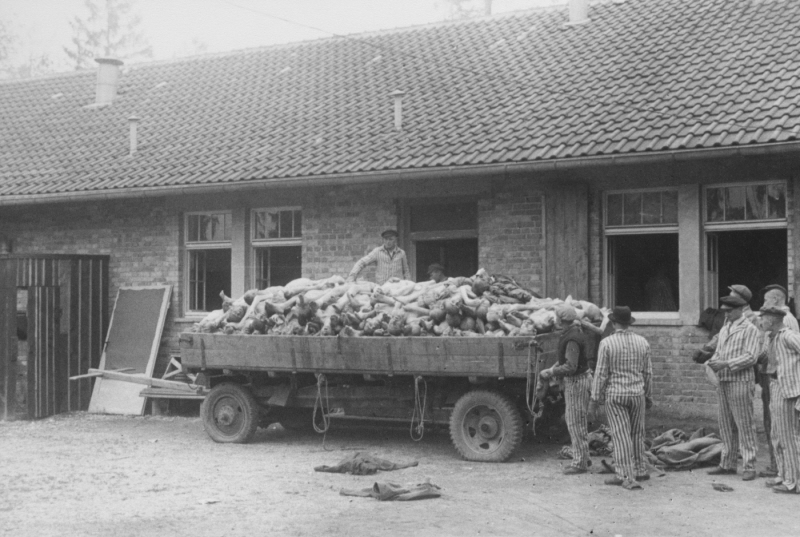
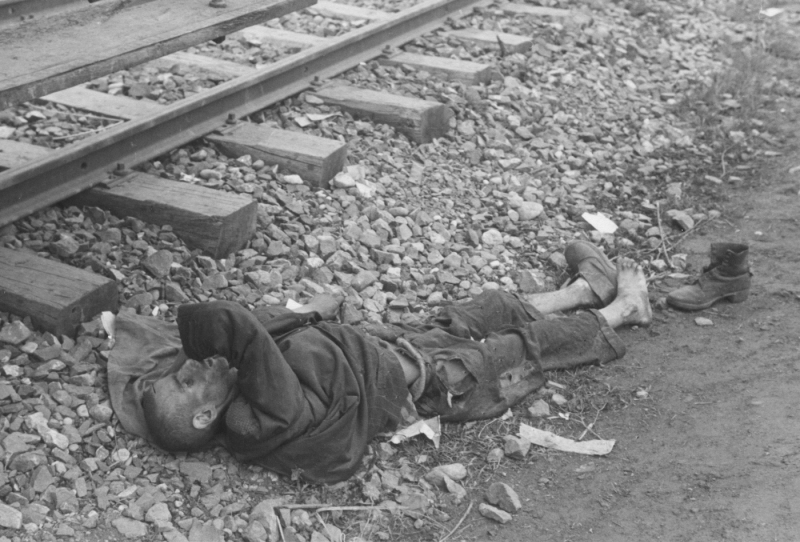

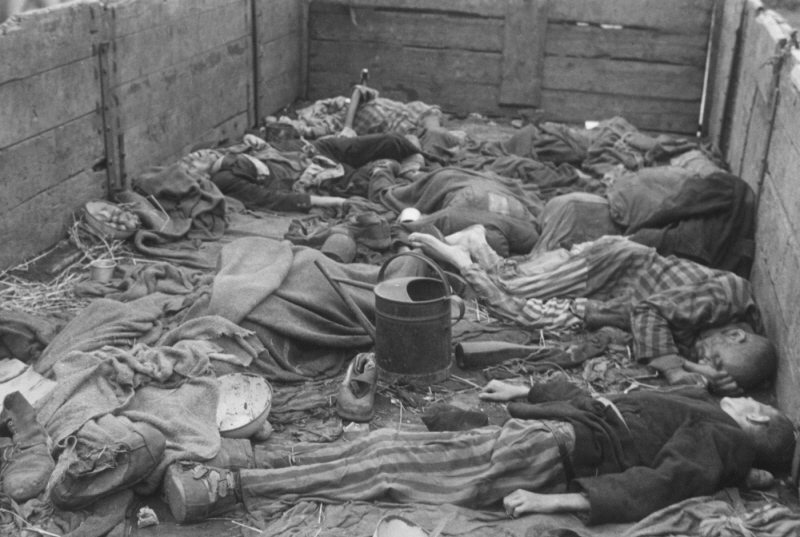
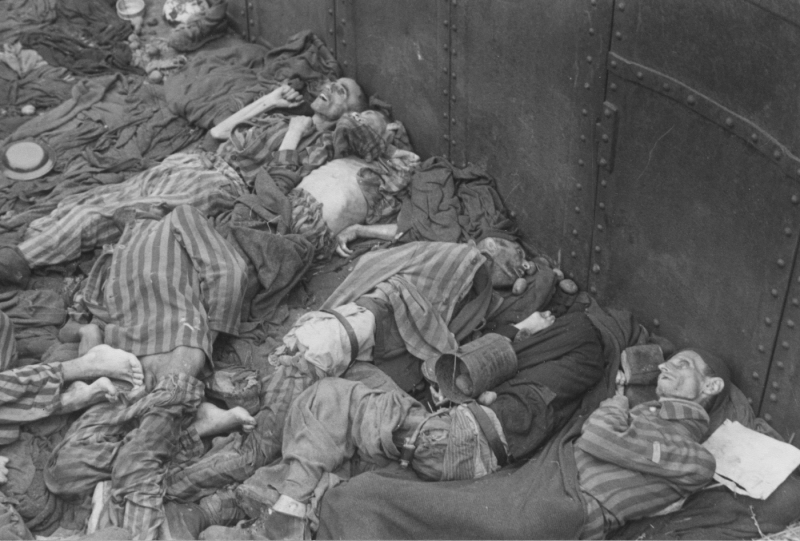
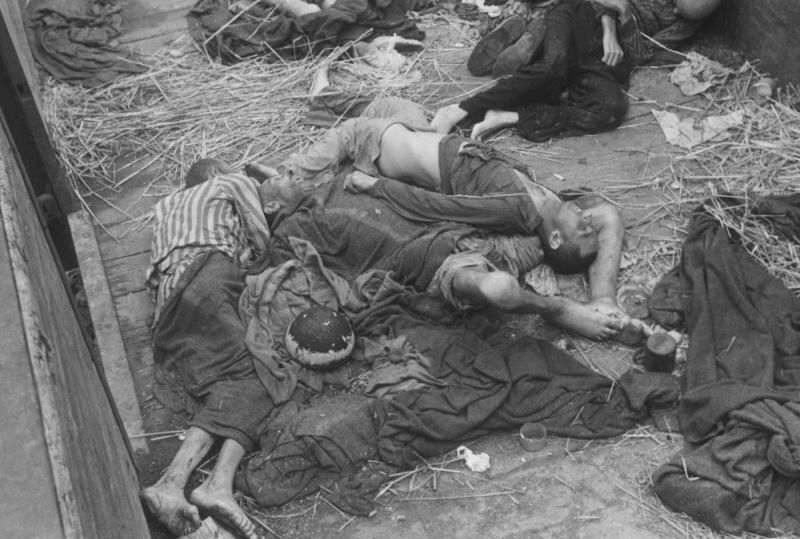
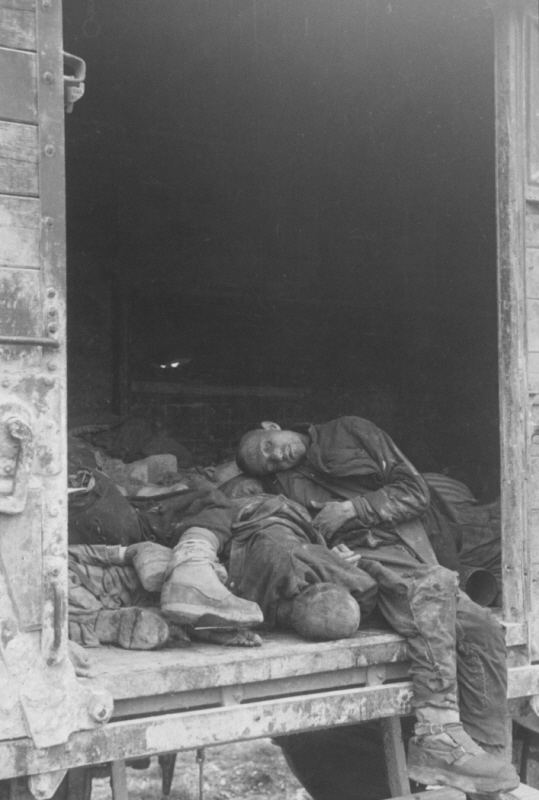
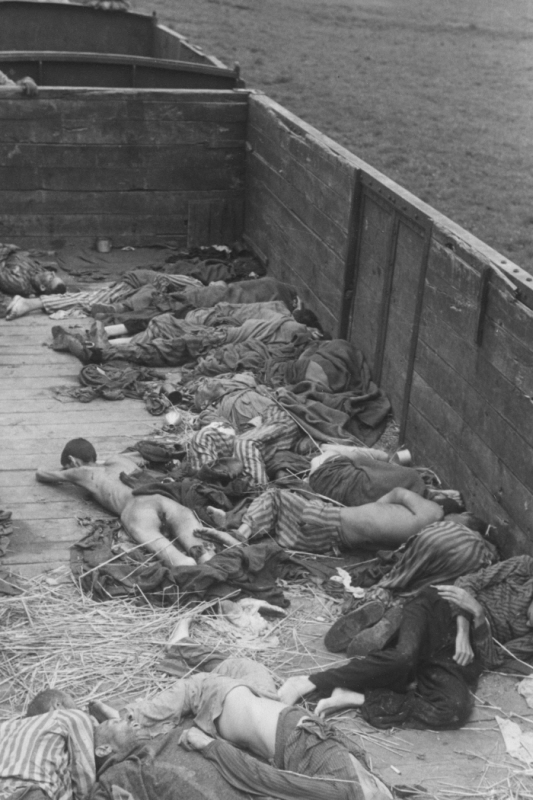
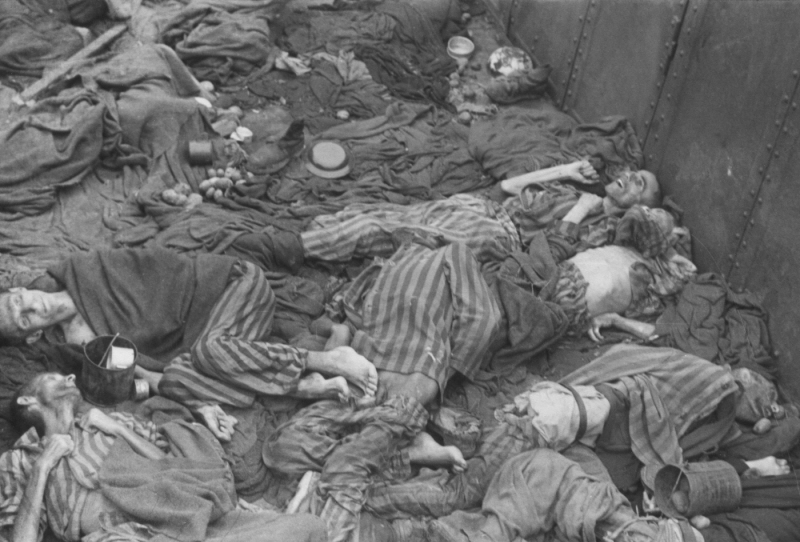

Leichen von Gefangenen im Konzentrationslager Dachau
Der Todeszug aus Buchenwald